# Табарин (Падова)
Табарин је насеље у Италији у округу Падова, региону Венето.
Према процени из 2011. у насељу је живело 55 становника. Насеље се налази на надморској висини од 19 м.